# Ninna-ji

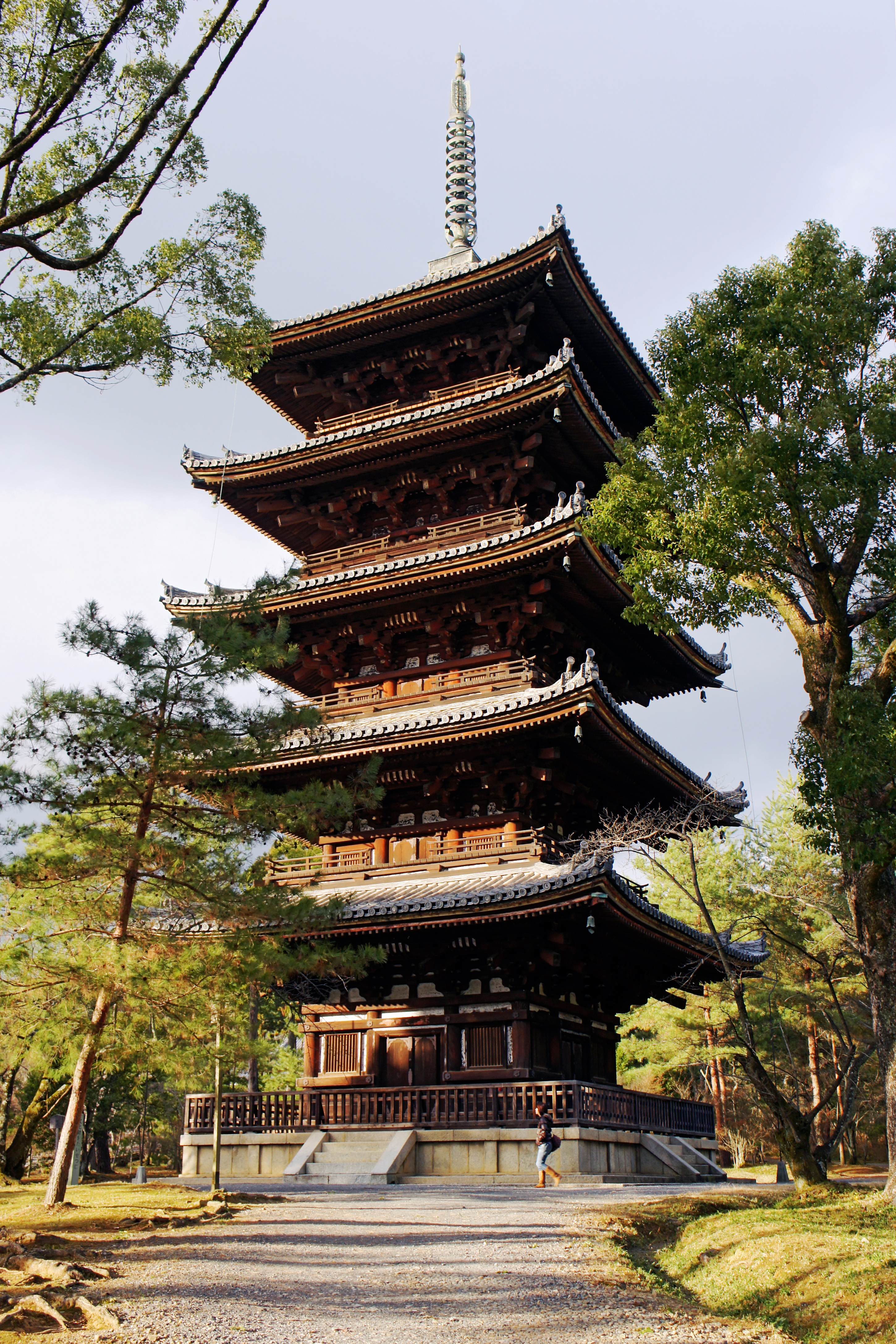
Pagode

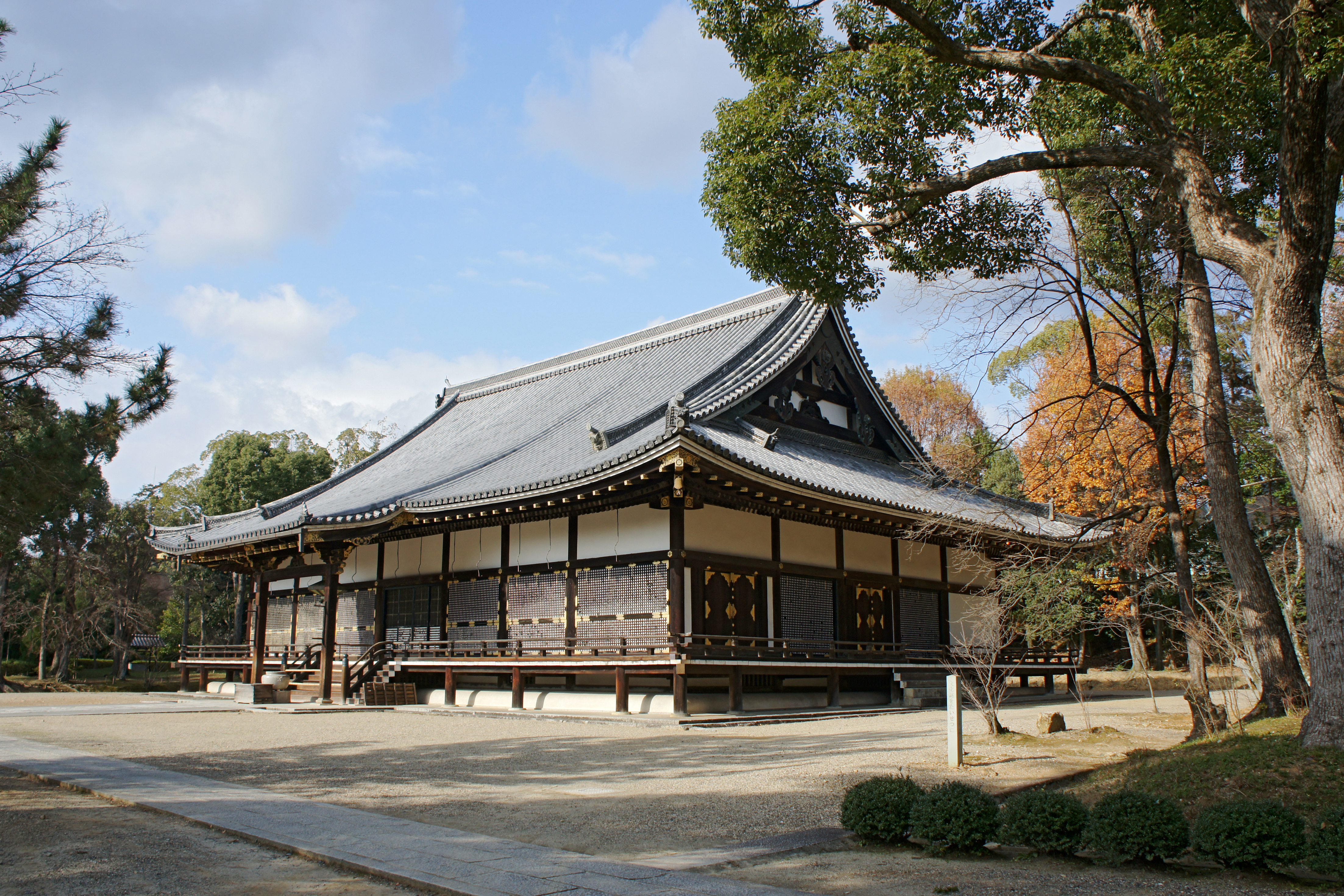
Die Kondō-Halle ist als Nationalschatz registriert.

Der Ninna-ji (jap. 仁和寺) ist ein großer buddhistischer Tempelkomplex der Shingon-shū im Nordwesten der japanischen Stadt Kyōto. Früher wurde er auch „Alter kaiserlicher Palast von Omuro“ genannt. Der Tempel ist Sitz der Omuro-Schule des Ikebana.

## Geschichte
Der Ninna-ji wurde im Jahr 888 vom Uda-tennō (宇多天皇; 867–931) gebaut. Begonnen mit der Anlage hatte sein Vorgänger Kōkō, aber der verstarb vor der Fertigstellung. Uda dankte im Alter von 33 Jahren ab und Nach seiner Abdankung zog sich Uda im Jahr 899 hierhin zurück und lebte wie im späteren Insei-System als Mönch. Die Mönchsweihen waren ihm durch den Shingon-Priester Yakushin (益信; 827–906) am Tō-ji verliehen worden. Die so begründete Linie des esoterischen Buddhismus am Ninna-ji wurde später als Hirosawa-Schule bekannt.
Nach Uda war das Oberhaupt des Tempels bis zur Meiji-Zeit immer der erste oder zweiten Sohn des jeweiligen Kaisers obersten Priester. Der Tempel war so Zentrum pro-kaiserlicher Kräfte, die oft auch gegen die Fujiwara gerichtet waren. Unter Shukaku-hosshinnō (守覚法親王; 1150–1202), Sohn des Go-Shirakawa-tennō, wurde der Tempel zu einem der wichtigsten Zentren des esoterischen Buddhismus in Japan.
Im Zuge des sozialen Abstiegs des Adels während der Muromachi-Zeit büßte der Ninna-ji an Prestige ein. Im Ōnin-Krieg (1467–77) wurde er vollständig zerstört. Danach zog der Tempel auf die Anhöhe Narabigaoka und fristete 150 Jahre ein kümmerliches Dasein.  Zu Beginn der Edo-Zeit gelang es jedoch  dem  21. Oberhaupt der Tempels, Kakushinhō Shinnō die Unterstützung von Tokugawa Iemitsu  für einen Wiederaufbau zu erhalten. So wurden  zwischen 1641 und 1646 einige Gebäude aus der kaiserlichen Residenz überführt. 1887 zerstörte ein Feuer das Abtsquartier, das 1913 die jetzige Gestalt erhielt. 

## Die Tempelanlage
(⦿ = Nationalschatz, ◎ = Wichtiges Kulturgut Japans)
- Man betritt den Tempel im Süden durch das ◎ Große Südtor (南大門, Nandaimon), auch Niō-mon (二王門) genannt. Es wurde von Tokugawa Iemitsu gestiftet. Das Tor, erbaut von 1637 bis 1644, ist ausgeführt als Nijū-mon. Es zählt neben den Eingangstoren des Chion-in und des Nanzen-ji zu den Drei großen Toren von Kyoto.
- Auf der linken Seite folgt dann das durch eine Mauer getrennte Abtsquartier, dessen erstes Tor im Yakui-Stil ausgeführt ist. Das zweite Tor zum Abtsquartier auf dieser Seite ist als Karamon ausgeführt. Nachdem es 1887 abgebrannt war, wurde es 1913 durch einen Nachbau des Architekten Kameoka Suekichi (1865–1922) ersetzt. Im Shiroshoin des Abtsquartieres, der nach einem Großbrand in der Meiji-Zeit wieder aufgebauten Empfangshalle für Gäste, sind Schiebetüren ausgemalt von Fukunaga Seihō (1882–1961).
- ◎ Hitōtei (飛濤亭) und ◎ Ryōkakutei  (遼廓亭) sind zwei Teehäuser im Abtsquartier aus der späten Edo-Zeit.

Hinterer Tempelkomplex: 
- ◎ Mittleres Tor (中門, Chūmon), aus dem Beginn der Edo-Zeit.
- Die Omuro-Kirschbäume  (御室の桜), niedrig und weit ausladend, sind als „Nationaler schöner Anblick“ (国名勝) registriert.
- Die ◎ Fünfstöckige Pagode (五重塔), 36 m hoch, stammt aus der Kan'ei-Periode (1624–1644) und ist neben der etwa gleich alten Pagode des Tō-ji ein gutes Beispiel für den späten Pagodenbau. Auffallend ist die geringe Rückführung der Ausladung der Etagen.
- ◎ Kannon-dō (観音堂) (Edo-Zeit) links und rechts ein aus drei Gebäuden bestehender Schreinkomplex Kujo Myōjin (九所明神).
- ⦿ Die Haupthalle  (金堂, Kondō) ging zweimal durch Brand verloren. Das jetzige Gebäude stammt aus der frühen Edo-Zeit und wurde aus dem Kaiserlichen Palast, wo es ein Wohngebäude war, nach hier überführt. Ursprünglich war es mit Zedernrinde gedeckt, nach dem Umzug erhielt es ein Ziegeldach. Die Halle wird flankiert rechts von dem Sutrenspeicher und links vom Trommelturm, beide Edo-Zeit.
- Links dahinter befindet sich die Miedō (御影堂), Momoyama-Zeit, also die Halle, in der der Tempelgründer verehrt wird. Sie ist im Hōgyō-Form ausgeführt.

## Tempelschätze
Als Nationalschatz sind registriert:  
- Die hölzernen Skulpturen Sitzender Amida Nyorai mit Begleitern, Sitzender Yakushi Nyorai, beide aus der Heian-Zeit.
- Die Bildrolle mit der Gestalt des Kujaku Myōō (Nördliche Sung), der vor allem im esoterischen Buddhismus verehrt wird.
- Verschiedene Schriftsammlungen aus der Heian- und Kamakura-Zeit.

Darüber hinaus besitzt der Tempel eine große Zahl Wichtiger Kulturgüter.
1994 wurde der Ninna-ji mit anderen historischen Stätten des alten Kyōto von der UNESCO zum Weltkulturerbe Historisches Kyōto (Kyōto, Uji und Ōtsu) ernannt.

## Galerie

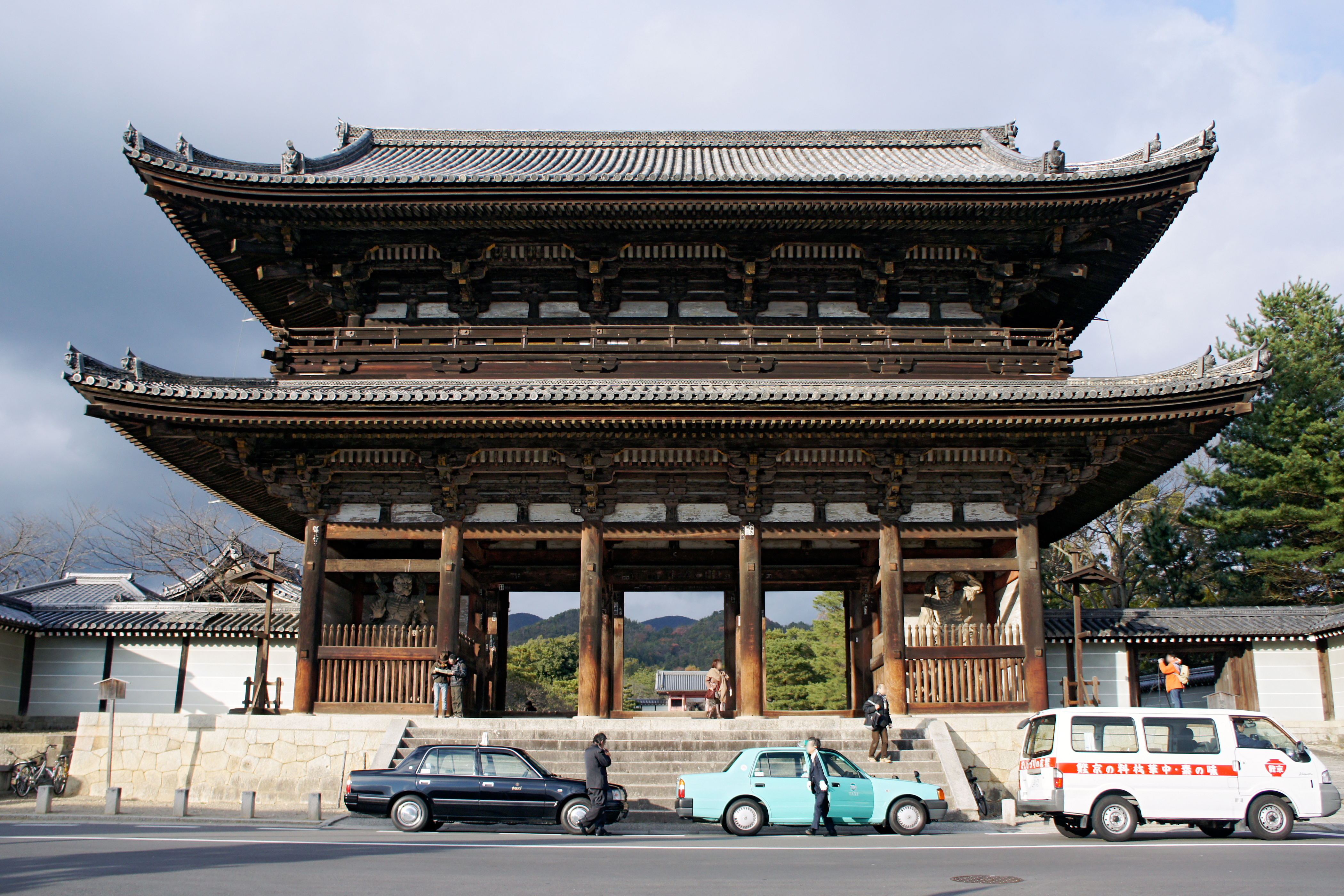
Nandaimon / Niō-mon
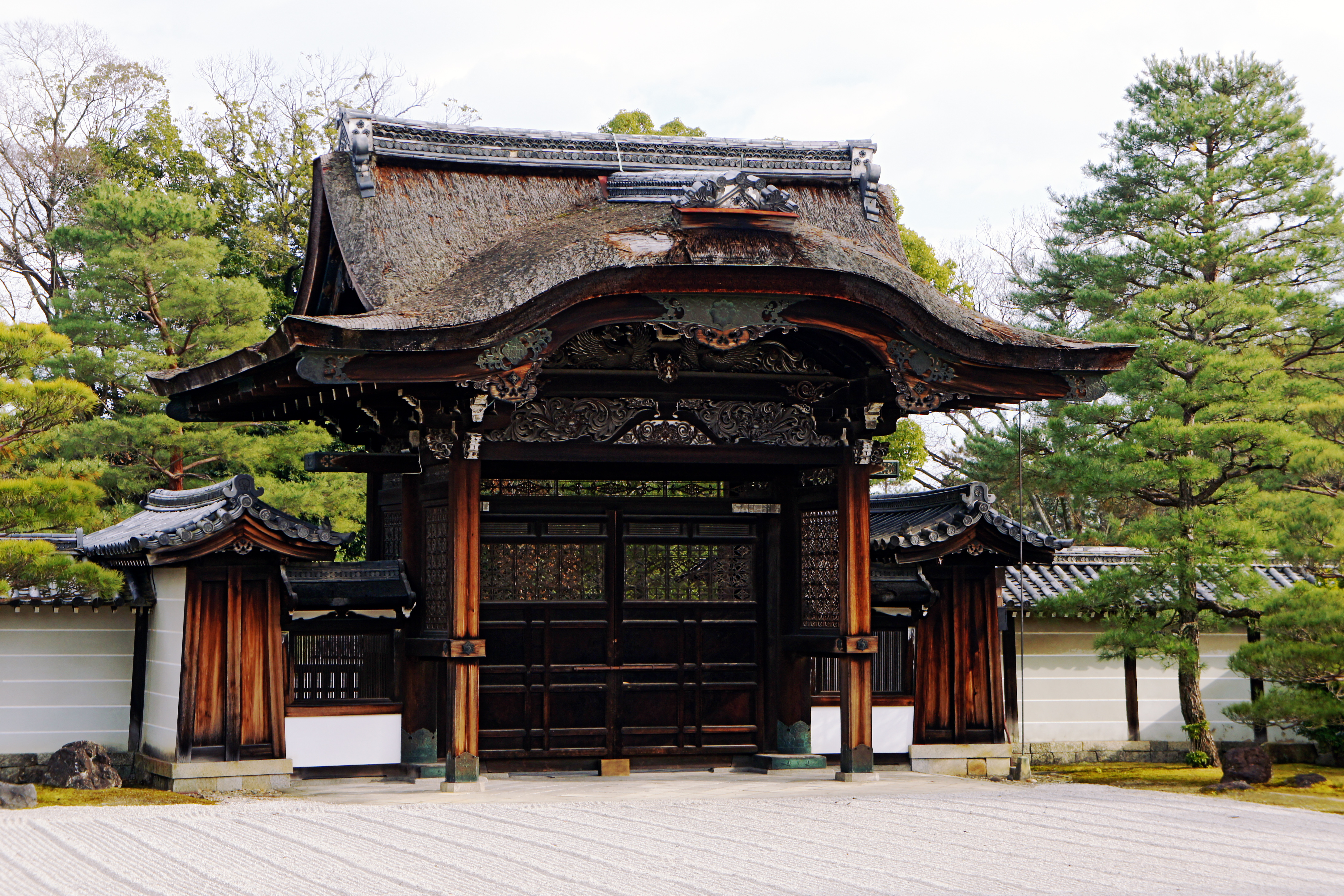
Chokushi-mon
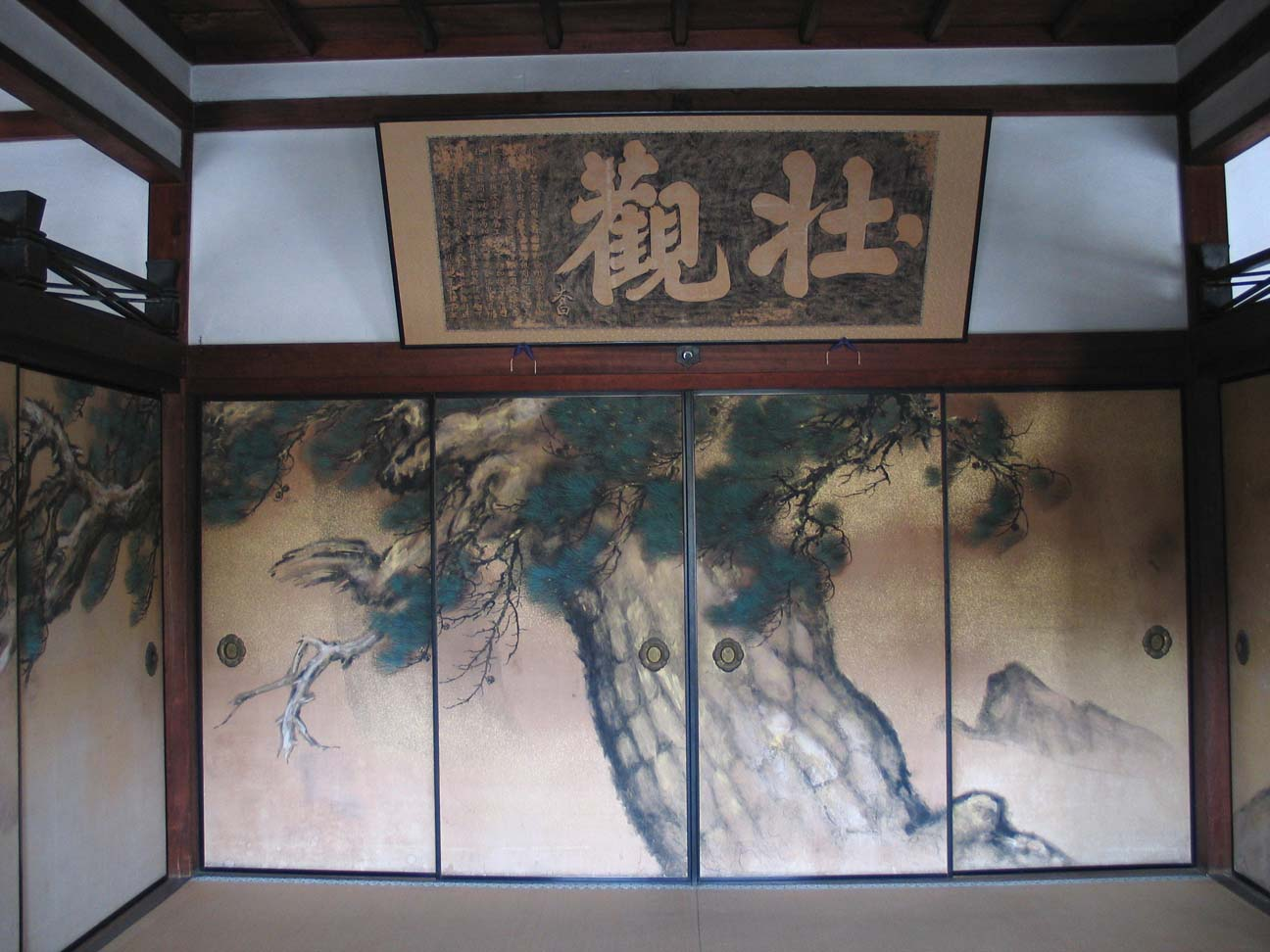
Im Shiroshoin
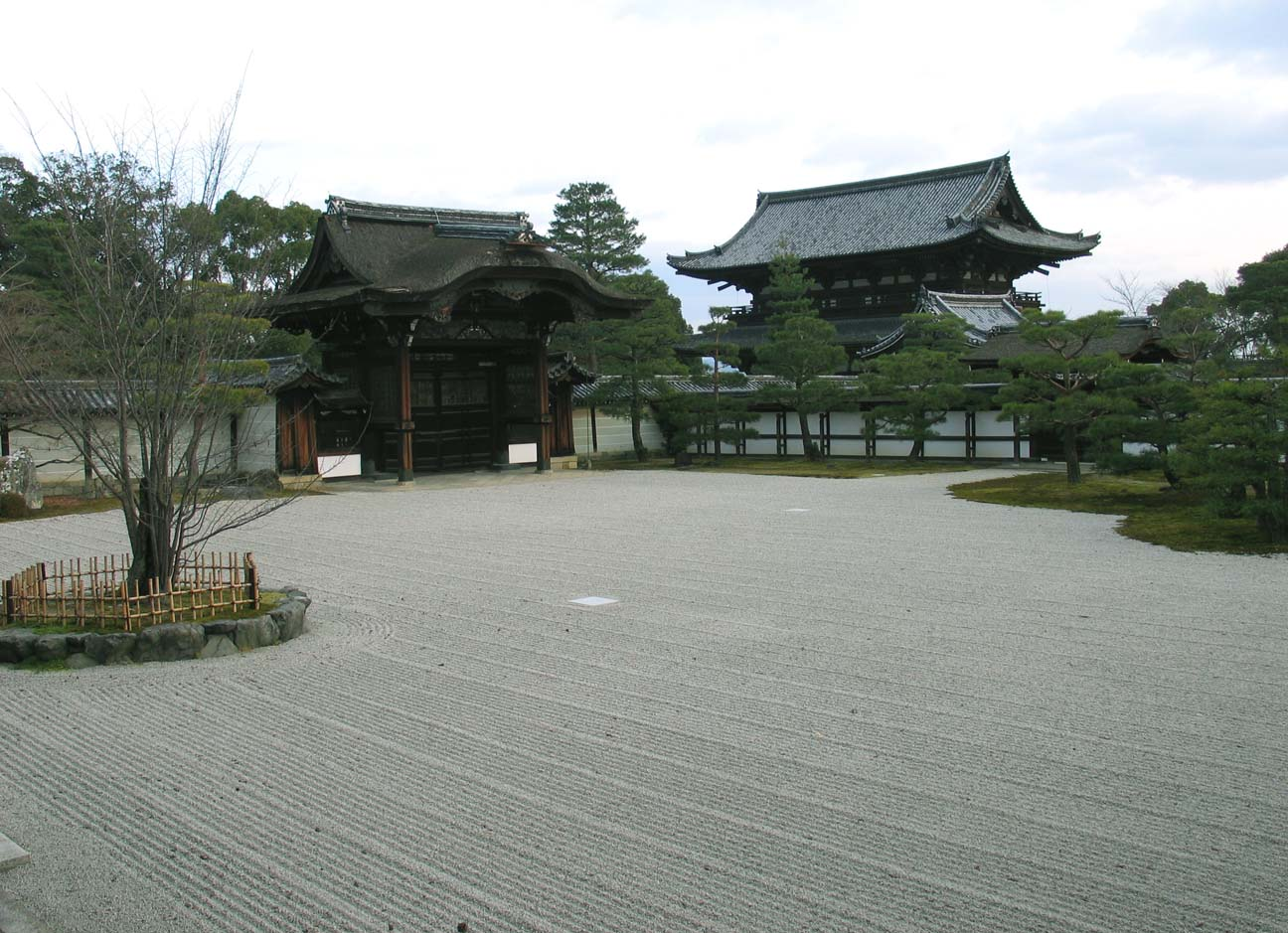
Abtsquartier
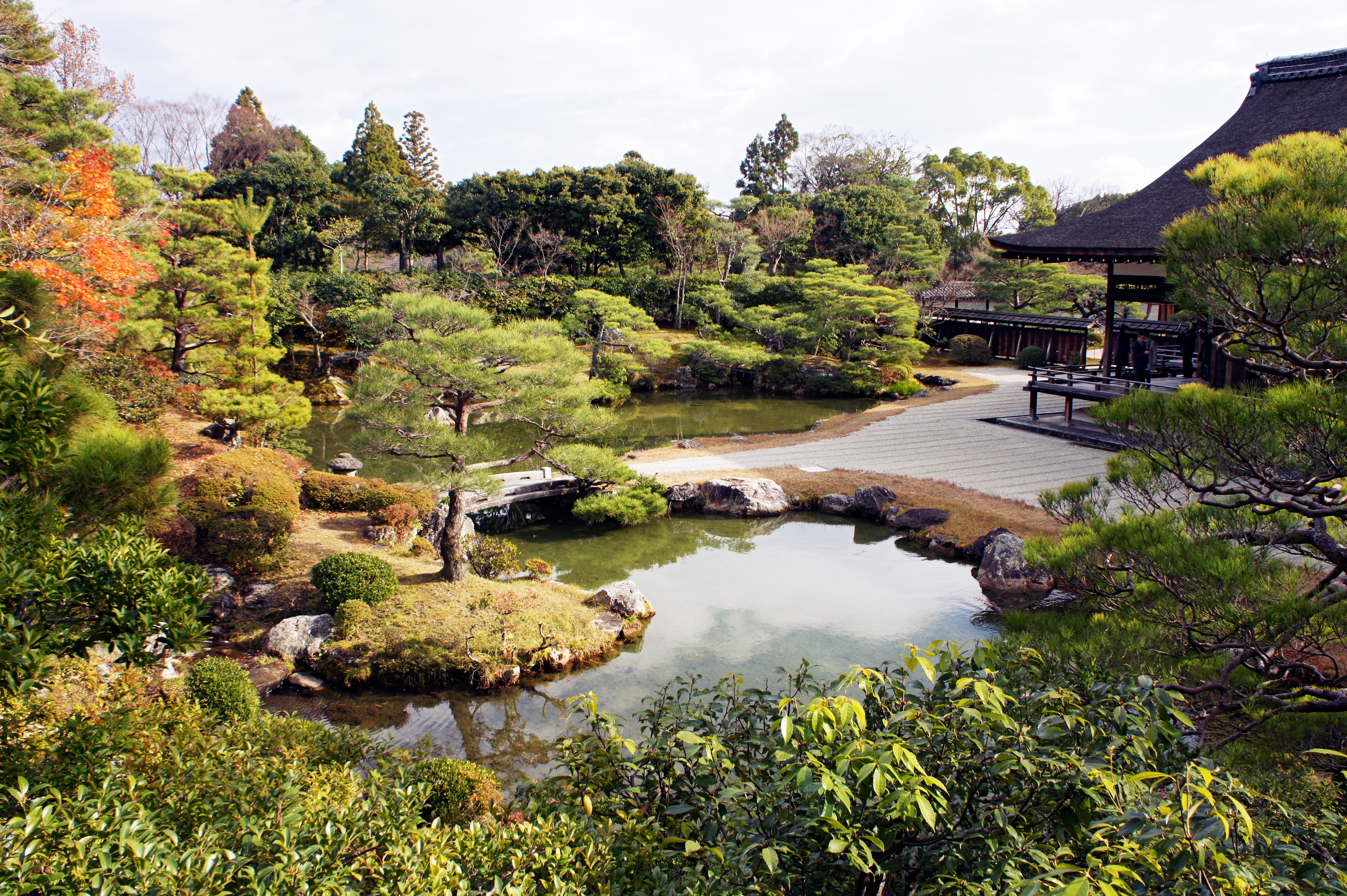
Shinden Hokutei
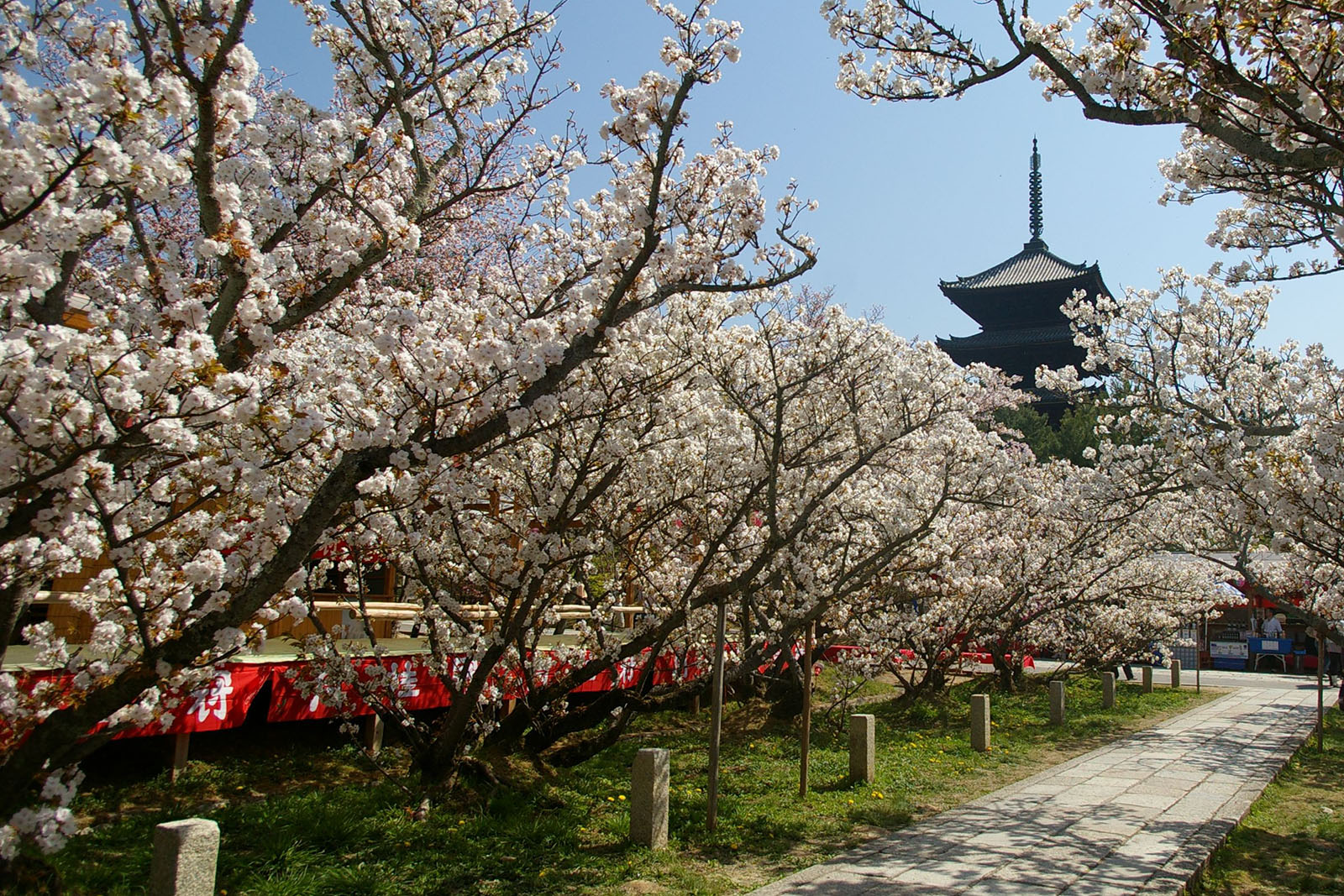
Omuro-Kirschbäume
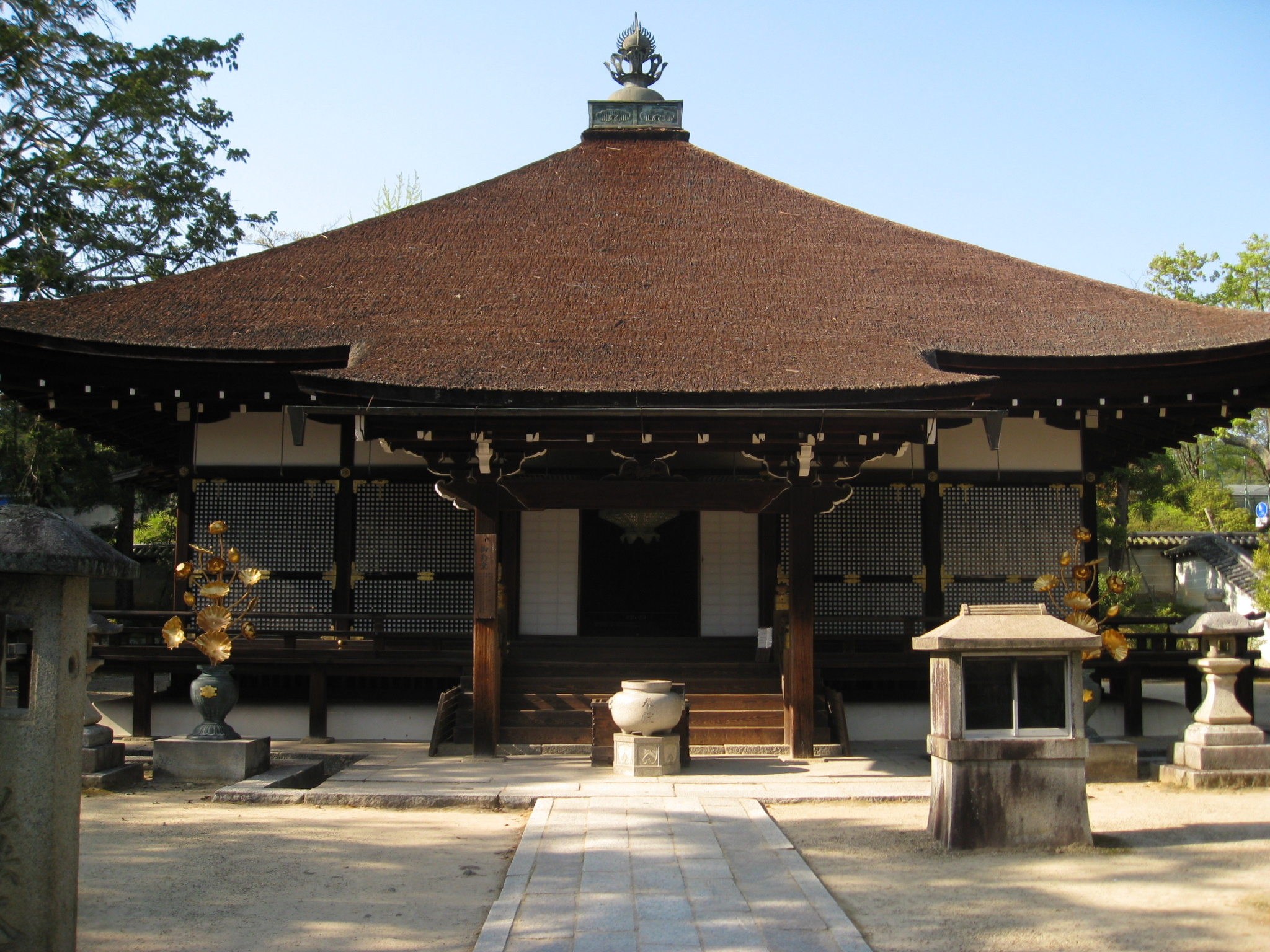
Mie-dō